# RJ TextEd
RJ TextEd — це безкоштовний текстовий редактор для операційної системи Windows, який також може використовуватись як простий інструмент для веброзробника. Редактор був створений у 2004 році Рікардом Йохансоном.

## Опис
RJ TextEd використовує різні технології підсвічування синтаксису у вихідному коді. Підтримує Юнікод, автозаповнення слів і підказки під час редагування вихідного коду. Має вбудований перегляд форматів HTML/ASP/PHP. Також має редактор синтаксису для різних мов програмування.
Інтерфейс побудований на MDI з підтримкою редагування кількох документів в одному вікні.
RJ TextEd також має вбудовані програми для вебперегляду (Chrome, IE), файловий менеджер, FTP менеджер, CSS редактор та інші інструменти для веброзробників.

## Дивитись також
- Список текстових редакторів[en]
- Порівняння текстових редакторів[en]
- Список редакторів PHP